# Petit lac Wayagamac
Petit lac Wayagamac är en sjö i Kanada.   Den ligger i regionen Mauricie och provinsen Québec, i den sydöstra delen av landet, 300 km nordost om huvudstaden Ottawa. Petit lac Wayagamac ligger 278 meter över havet. Arean är 5,7 kvadratkilometer. Den sträcker sig 3,6 kilometer i nord-sydlig riktning, och 4,5 kilometer i öst-västlig riktning.
I omgivningarna runt Petit lac Wayagamac växer i huvudsak blandskog. Trakten runt Petit lac Wayagamac är nära nog obefolkad, med mindre än två invånare per kvadratkilometer.